# Juliaca sertigerula
Juliaca sertigerula är en insektsart som först beskrevs av Jacobi 1905.  Juliaca sertigerula ingår i släktet Juliaca och familjen dvärgstritar. Inga underarter finns listade i Catalogue of Life.